# Aiguière aux oiseaux
L’aiguière aux oiseaux est un objet d'art fatimide en cristal de roche. Fabriquée en Égypte à la fin du Xe ou au début du XIe siècle, elle est dotée d'un couvercle d'or filigrané fabriqué en Italie centrale ou méridionale et ajouté sans doute au XIe siècle. Elle appartient aux collections du département des objets d'art du musée du Louvre sous le numéro d'inventaire Mr 333, mais est exposée dans les salles consacrées aux arts de l'Islam.

## Histoire

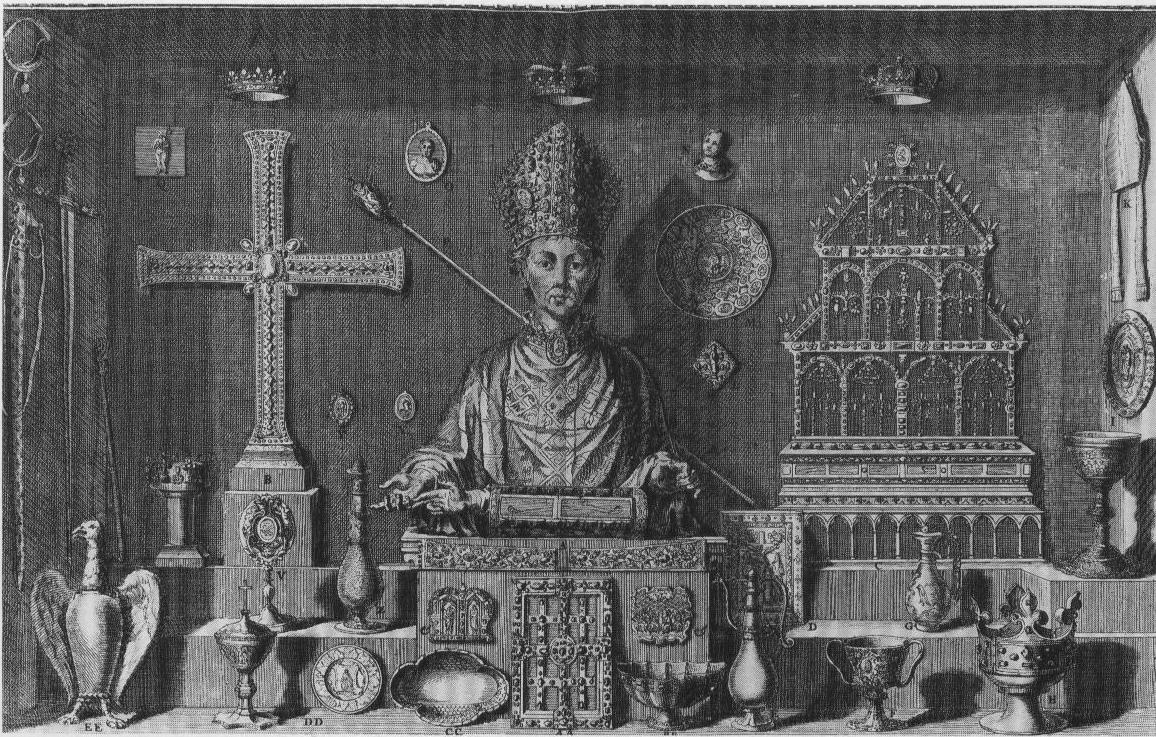
L'aiguière représentée dans une armoire du trésor de Saint-Denis, Histoire de l'abbaye royale de Saint Denys en France, 1706

Cette aiguière provient du trésor de l'abbaye de Saint-Denis, à laquelle elle a pu être donnée  par Thibaud de Blois-Champagne avant 1152. Elle était probablement sortie d'Egypte après le pillage du trésor fatimide en 1062 par les troupes du calife, et avait auparavant voyagé en Italie du sud, où elle avait reçu son couvercle à la fin XIe ou au début du XIIe siècle. S. Makariou pose l'hypothèse que Thibaud de Blois-Champagne se serait procuré la pièce en Sicile, terre avec laquelle il entretenait des liens familiaux. L'objet aurait pu lui être remis lors du mariage de sa fille Isabelle de Blois avec Roger III d'Apulie, fils de Roger II de Sicile, roi qui entretenait d'importants rapport avec le monde islamique.
Dans son De administratione sua, l'abbé Suger (1081-1151) mentionne un lagena qui pourrait correspondre à l'aiguière aux oiseaux, bien que ce terme soit généralement réservé aux vases de plus grandes dimensions, en particulier à cause du qualificatif de præclana qui lui est accolé. En 1505, il est avéré que cet objet appartenait au trésor de l'abbaye de Saint-Denis. Elle est à nouveau citée en 1634 (inventaire no 33), et apparaît dans les gravures de l'ouvrage de Michel Félibien consacré au trésor de Saint-Denis en 1706. Sous la révolution, elle est déposée au muséum central des arts le 5 décembre 1793, et y est demeurée jusqu'à aujourd'hui, puisque ce musée est devenu l'actuel musée du Louvre.

## Description

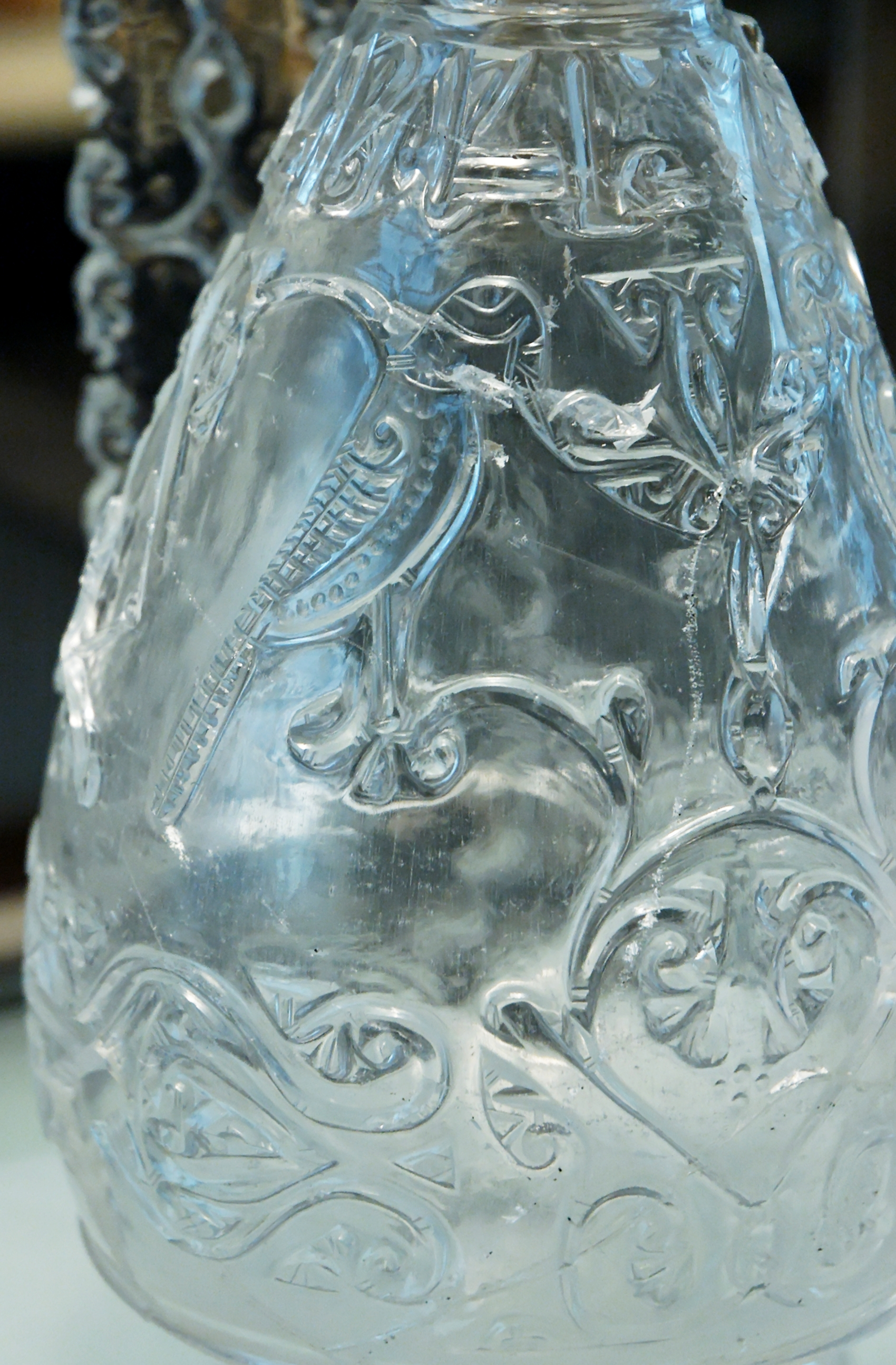
Détail des motifs : un oiseau

Haute de 24 cm, d'une largeur maximale de 13,5 cm, l'aiguière aux oiseaux est réalisée en taille d'épargne dans un cristal de roche très pur en un seul morceau — même l'anse n'étant pas rapportée. Elle se compose d'un petit pied oblique, d'une panse piriforme, d'un col quasi cylindrique et d'un bec proéminent. L'anse est constituée d'une partie droite et large, haute de 4,3 cm et percée en quatre endroits de trous circulaires, le trou inférieur étant aveugle car il se situe devant l'attache inférieure reliant cette partie droite à la panse. Une autre attache cylindrique raccorde la partie supérieure de l'anse au col. Elle supportait une figure en ronde-bosse dont ne subsistent que les attaches.
Le reste du décor, gravé, se situe sur le corps de l'objet. Il se dispose symétriquement autour d'un motif végétal situé sous le bec qui rappelle le symbole de l'arbre de vie. On remarque néanmoins que la gravure n'est pas parfaite : cet axe de symétrie se trouve un peu décentré. De part et d'autre se trouvent deux oiseaux dont le plumage est marqué de petits cercles, reliés à deux motifs quadrangulaires se terminant par des palmettes. Trois moulures marquent l'objet : une au bas de la panse, autour de laquelle s'organise une frise de rinceaux, et deux autres sur le col. Celles-ci descendent derrière l'anse pour se terminer en une sorte de feuille cannelée. Enfin, une inscription en kufique court sur le haut de la panse ; elle signifie « bénédiction, satisfaction et [mot manquant] à son possesseur ».
Un couvercle scutiforme en or recouvre le bec et s'y adapte parfaitement. Sa partie centrale, surélevée, comporte un anneau auquel est accrochée une petite chaînette. Celle-ci aboutissait peut-être à la partie disparue de l'aiguière : la ronde bosse située sur l'anse. Le pourtour de ce couvercle est décoré en filigrane de motifs plus ou moins denses, séparés par des lignes de minuscules perles d'or.

## Technique
L'historien islamique al-Biruni définit le cristal de roche comme « la plus précieuse des pierres. Sa valeur tient à sa limpidité et au fait qu'il combine deux des quatre éléments : l'air et l'eau ». Le travail du cristal se réalisait, semble-t-il, principalement par abrasion ; le sculpteur, après avoir dégagé la forme grossièrement, frottait longuement la pièce avec un abrasif (sable, voire pâte comprenant une poudre de diamant) parfois couplé à de petites billes métalliques ou de petits cailloux. Les lapidaires fatimides utilisaient aussi des tours à archet, en particulier pour le décor extérieur. Ici, on note aussi l'usage du trépan, en particulier pour effectuer les petits trous du pelage des animaux. Ce travail extrêmement long a été porté à sa perfection, comme en témoigne l'épaisseur du cristal au col : moins de 3 mm.

## Datation

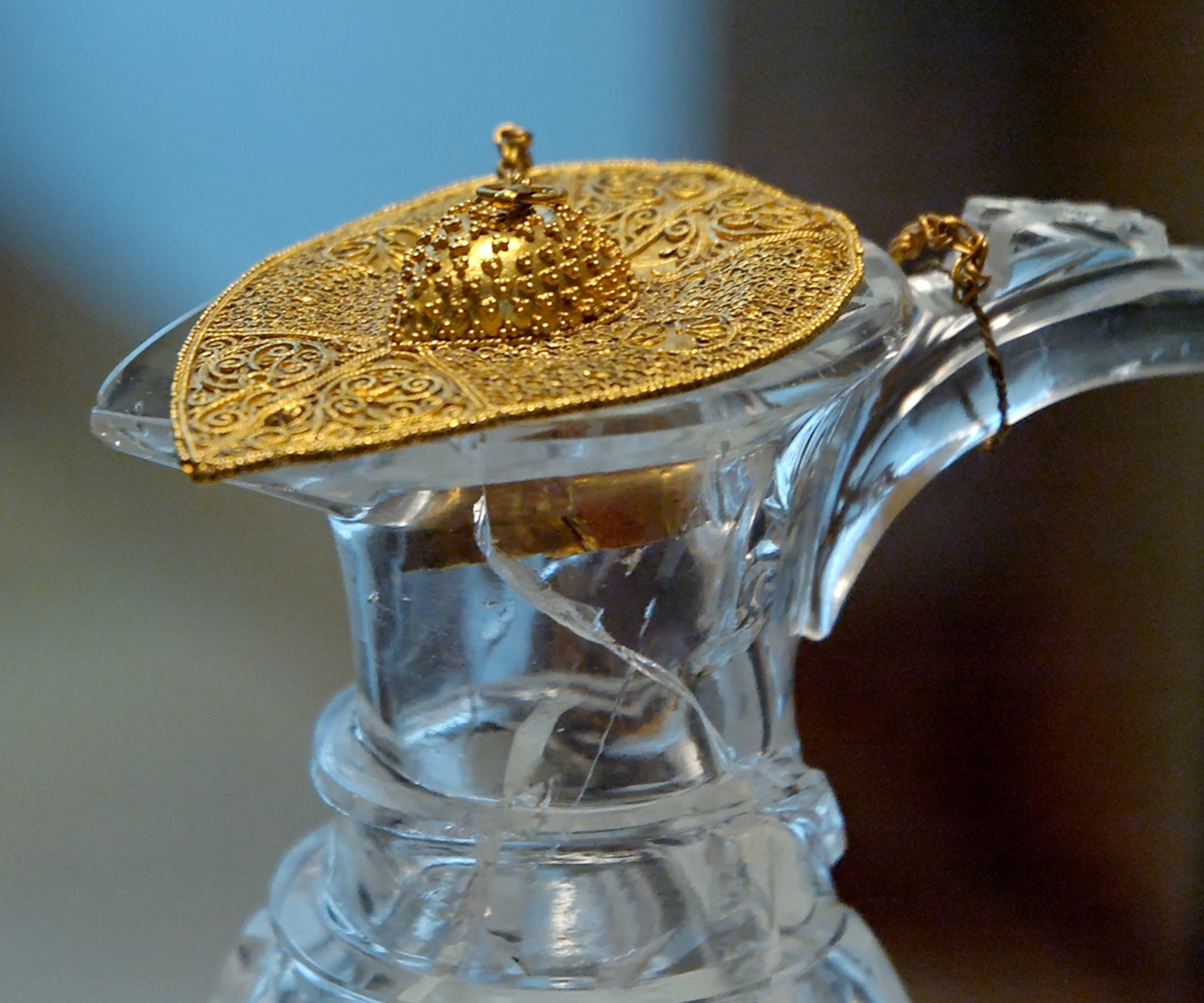
Détail du couvercle

L'aiguière aux oiseaux fait partie d'un groupe de six aiguières semblables, toutes conservées dans des trésors européens : une se trouve au Victoria and Albert Museum, une dans la cathédrale de Fermo, une au palais Pitti à Florence et deux enfin font partie du trésor de la basilique Saint-Marc. Chacune de ces aiguières présente la même forme, le col ceint de deux moulures (trois pour celle du Victoria and Albert Museum) et une base annulaire de profil oblique. L'anse est toujours taillée dans la masse ; lorsqu'elle a été conservée, on note qu'elle était à chaque fois surmontée d'une figure en ronde-bosse, mais seule l’aiguière aux lions de Saint-Marc a conservé le bouquetin entier sur son anse. Le décor est toujours organisé de manière symétrique autour d'un arbre de vie et met en scène deux animaux ou groupes d'animaux. Ceux-ci peuvent être des lions (Saint-Marc), des béliers (Saint-Marc), un groupe avec un oiseau attaquant une gazelle (Victoria and Albert Museum) ou des oiseaux, comme sur celles du Louvre, du Palais Pitti et de Fermo. Ces motifs sont toujours travaillés de la même manière, avec de petits cercles creusés sur le corps.
Deux de ces aiguières sont datées : celle aux lions de Saint-Marc comporte une inscription au nom du calife fatimide Al-Aziz Billah, qui a régné entre 975 et 996 ; quant à celle de Florence, elle mentionne Husain ibn Jawhar « commandant des commandants », général sous Al-Hakim bi-Amr Allah qui a porté ce titre de 1000 à 1008 puis en 1010-1011. On peut donc légitimement penser que l'aiguière du Louvre date elle aussi de cette période, soit la fin du Xe ou le début du XIe siècle.

## Influences persanes
L'aiguière du Louvre, comme toute la série d'ailleurs, dénote une importante influence persane, dans la forme, mais également dans le décor et la technique.
Il convient tout d'abord de préciser que c'est en Iran que l'on trouve les premières traces de pierre dure taillée, la sardoine en particulier, dont la technique est très proche de celle du cristal de roche. De plus, à la même époque, on observe également l'apparition du verre taillé, une matière qui rappelle le cristal par sa transparence.
La forme serait inspirée de modèles iraniens, puisque le bec allongé apparaît déjà dans l’orfèvrerie sassanide. On en conserve ainsi plusieurs exemples dans différents musées européens. La forme générale se retrouve également dans des pièces de verrerie persane aux IXe - Xe siècles. Sur l'anse d'une aiguière en argent sassanide du musée Louvre, on retrouve également une figurine de bouquetin, comme celle que l'on aperçoit sur l'aiguière du trésor de Saint-Marc. Même si, au vu des attaches de la figure disparue de l'aiguière aux oiseaux, il ne s'agit pas comme sur celle d'Al-Aziz d'un bouquetin, l'idée d'un animal en ronde bosse posé sur l'anse semble quand même venir d'Iran.
Le naturalisme du décor est également un élément que l'on peut rapprocher de l'Iran.

## Éléments égyptiens et occidentaux
D'autres rapprochements peuvent être effectués avec des objets proprement fatimides et occidentaux. L'organisation du décor, très symétrique, autour de rinceaux végétaux, serait ainsi plutôt à rattacher à des productions égyptiennes, comme un dessin de deux guerriers trouvé à Fostat : on y voit en effet au centre monter un rinceau végétal très semblable à celui de l'aiguière aux oiseaux, se terminant par les mêmes palmettes, bien que plus fourni. Des bois et des ivoires fatimides présentent aussi de telles compositions.

## Influences des aiguières en cristal sur la production artistique fatimide
Ce type d'aiguière est également représentée en Égypte au Xe siècle dans d'autres matières proches du cristal mais moins coûteuses, en particulier le verre. Une aiguière du Corning Museum of Glass en verre camée présente une forme et un décor très proches de ceux de l'aiguière aux oiseaux, mis à part que les animaux représentés ne sont pas des oiseaux mais des bouquetins. Elle est attribuée à la Mésopotamie ou à l'Égypte de la fin de Xe siècle.

#### Articles
- Rice, D. S, « A Datable Islamic rock crystal » in Oriental art, 1956
- S. Makariou, « Aiguière du trésor de Saint-Denis », dans Les arts de l'Islam au musée du Louvre, Paris, Louvre Editions/Hazan, 2012, p. 127-129.

#### Catalogues d'exposition
- Paris, Musée du Louvre, 1991

Le Trésor de Saint Denis, Paris, Réunion des musées nationaux, 1991
- Paris, Grand Palais, 1984

Le Trésor de Saint Marc de Venise, Paris, Réunion des musées nationaux, 1984
- Paris, Institut du monde arabe, 1998

Trésors fatimides du Caire, Paris, Institut du monde arabe, 1998
- Corning, Corning Museum of Glass, 2001 ; New York, Metropolitan Museum of Art, 2001 ; Athènes, Musée Benaki, 2002

Glass of the Sultans, New York, Metropolitan museum of art, 2001
- Paris, musée du Louvre, 2021-2022

Jean-Luc Martinez, Philippe Malgouyres, Venus d'ailleurs - Matériaux et objets voyageurs, Paris, éditions du Seuil, 2021,  (ISBN 2021456269)